# Bergen Challenger 1987
Il Bergen Challenger 1987 è stato un torneo di tennis facente parte della categoria ATP Challenger Series nell'ambito dell'ATP Challenger Series 1987. Il torneo si è giocato a Bergen in Norvegia dal 26 ottobre al 1º novembre 1987 su campi in sintetico indoor.

## Vincitori

### Singolare
Patrik Kühnen ha battuto in finale  Grant Connell con il punteggio di 6–4, 3–6, 7–6

### Doppio
Nduka Odizor /  Ben Testerman hanno battuto in finale  Jan Gunnarsson /  Michael Mortensen con il punteggio di 6–3, 6–4